# Torrent del Castell (Gósol)
El Torrent del Castell és un afluent per l'esquerra del Torrent de Font de Tomàs que transcorre íntegrament pel terme municipal de Gósol, al Berguedà.

## Xarxa hidrogràfica
La xarxa hidrogràfica del Torrent del Castell, que també transcorre íntegrament pel terme municipal de Gósol, està constituïda per dos cursos fluvials la longitud total dels quals suma 3.250 m.